# 河口县 (法国)
河口县（法語：canton de l'Estuaire）是法国吉伦特省的一个县（省级选区），位于吉伦特河口处，中央投票站位于布莱。